# Alieu Ebrima Cham Joof
Alhaji Alieu Ebrima Cham Joof (* 22. Oktober 1924; † 2. April 2011), gemeinhin Cham Joof (bekanntes Pseudonym: Alh A.E. Cham Joof), war ein gambischer Historiker, Politiker, Schriftsteller, Gewerkschafter, Radio-Programm-Direktor, Dozent, Kolumnist, Aktivist und Nationalist, der für Gambia die Unabhängigkeit während der Kolonialzeit befürwortete.

## Werke
- Gambia, Land of our heritage
- The history of the Banjul Mosque[4]
- Senegambia, The land of our heritage
- The history of the Bushell. Origin of The Gambia Chamber of Commerce & Industries
- Getting to know The Gambia[5]
- Reviving a culture that had refused to die (1995)
- The calendar of historical events in The Gambia, 1455–1995 (1995)
- The Research Committee of Mbootaayi Xamxami Wolof
- The Centenary of Muhammedan School, 1903–2003. The First School Built by Muslim Community in Bathurst. A Memory Lane.
- The lives of the Great Islamic Scholars and Religious leaders of Senegambia. (November 1998)
- Banjul, The Gambia
- From: Freedom. To: Slavery. The evil that men do. Lives after them. Alex Haley’s „Roots“
- The century of historic events in The Gambia. Third Edition, 1900–1999.
- Ethnic groups of The Gambia. 1990
- The history of Fanal.  (Januar 1991)
- Party politics in The Gambia, 1945–1970
- The visit of the venerable Sheikh Alhaji Sekou Umar (Futi) Taal, Njol Futa to The Gambia. A visit which illuminates a whole nation.
- Know your country, General knowledge, Questions
- Know your country, General knowledge, Answers
- THE ADVENTURER
- The traditional way of life in Gambian society
- The root cause of the bread and butter demonstration. s.n., (1959)
- Banjul Daemba 1816–1999 Tagator (1999)